# WWE Bad Blood
Bad Blood a fost un eveniment pay-per-wiev organizat de compania WWF, care au avut loc în luna octombrie (1997) și în luna iunie (2003 și 2004). Bad Blood se caracteriza pentru că main eventul era meciuri iadul în cușcă.

## Istoric

### 2003
Bad Blood 2003 a avut loc pe data de 15 iunie 2003, evenimentul fiind găzduit de Compaq Center din Houston, Texas.
- Ivory a învins-o pe Moll Holly.
  - Ivory a câștigat după ce i-a aplicat un Poison Ivory.

- Rodney Mack și Christopher Nowinski i-au învins pe Frații Dudley (Bubba și D-Von).
  - Christopher la numărat pe Bubba după ce l-a lovit cu o mască de metal.

- Scott Steiner la învins pe Test.
  - Scott la numărat pe Test, după ce i-a aplicat un Steiner Flatliner.

- Booker T l-a învins pe campionul Intercontinental Christian prin descalificare.
  - Christian a fost descalificat după ce l-a lovit pe Booker T cu centura Intercontinentală.

- La Ressistance (Rene Dupree și Sylvain Greinier) au învins pe Rob Van Dam și Kane, câștigând titlurile la echipe.
  - Greinier l-a numărat pe Dupree după un Bonsoir.

- Goldberg l-a învins pe Chris Jericho.
  - Goldberg l-a numărat pe Jericho după un Spear și un Jackhammer.

- Ric Flair l-a învins pe Shawn Michaels.
  - Flair a câștigat după ce Randy Orton l-a lovit pe Michaels cu un scaun de metal.

- Triple H l-a învins pe Kevin Nash într-un meci Hell in a Cell (cu Mick Foley arbitru special) apărându-și titlul de campion World Heawyweight.
  - Triple H l-a numărat pe Nash după ce l-a lovit cu un ciocan și i-a aplicat un Pedigree.

### 2004
Bad Blood 2003 a avut loc pe data de 13 iunie 2004, evenimentul fiind găzduit de Nationwide Arena din Columbus, Ohio.
- Batista l-a învins pe Maven.
  - Batista l-a numărat pe Maven după un Batista Bomb.

- Chris Benoit și Edge i-au învins pe Campioni Mondiali WWE pe echipe Le Resistence prin descalificare.
  - Le Resistence a-u fost descalificați după ce Benoit a fost atacat de Kane.

- Chris Jericho la învins pe Tyson Tomko.
  - Jericho la numărat pe Tomko, după ce i-a aplicat un Running Enzuigiri.

- Randy Orton l-a învins pe Shelton Benjamin păstrând Campionatul Intercontinental.
  - Orton l-a numărat pe Benjamin cu un Crossbody.

- Trish Stratus l-ea învins pe Victoria, Lita și Gail Kim câștigând centura Women's.
  - Stratus a numărato pe Victoria cu un Roll up.

- Eugene l-a învins pe Jonathan Coachman.
  - Eugene l-a numărat pe Coachman după un Rock Bottom și un People's Elbow.

- Chris Benoit l-a învins pe Kane păstrându-și Centura mondială.
  - Benoit a câștigat după un Roll up.

- Triple H l-a învins pe Shawn Michaels într-un meci Hell in a Cell.
  - Triple H l-a numărat pe Michaels după douo Pedigree-uri.
  - Acesta a fost cel mai lung meci "Hell in a Cell" până la actualitate.